# Ny kraft
 For alternative betydninger, se Kraft (flertydig).
Ny kraft (islandsk: Nýtt afl) var et islandsk højrefløjsparti, der blev stiftet i 2002. Hovedmanden bag partiet var det tidligere altingsmedlem for Selvstændighedspartiet Jón Magnússon. Partiet opnåede aldrig repræsentation i Altinget, men satte som det første modstand mod indvandring på Islands politiske dagsorden. 
Partiet stillede op til altingsvalget 2003 uden at blive valgt ind, på trods af en omfattende mediedækning af partiets valgkamp på grund af dets kontroversielle synspunkter i indvandringspolitikken. I 2006 indgik Ny kraft en alliance med Det Liberale Parti på initiativ af Jón Magnússon, hvilket førte til at flere fremtrædende medlemmer af Det Liberale Parti forlod partiet. Ved valget i 2007 blev Jón Magnússon valgt på Det Liberale Partis liste i Reykjavík Syd kredsen, men i februar 2009 vendte han tilbage til Selvstændighedspartiet.
Som så mange andre islandske småpartier blev Ny kraft ikke formelt nedlagt, men det ophørte med at fungere som parti efter indgåelsen af alliancen med Det Liberale Parti, der reelt var en fusion. Dets historiske betydning ligger i at få indvandringsspørgsmålet sat på den politiske dagsorden og få det mere succesfulde Liberale Parti til at gøre modstand mod indvandring til en central del af sit politiske program. 
| Valg | Stemmer | Stemmeandel i % | Mandater | Placering |
| ---- | ------- | --------------- | -------- | --------- |
| 2003 | 1.791   | 1,0             | 0        | 6te       |